# Rolf Julius

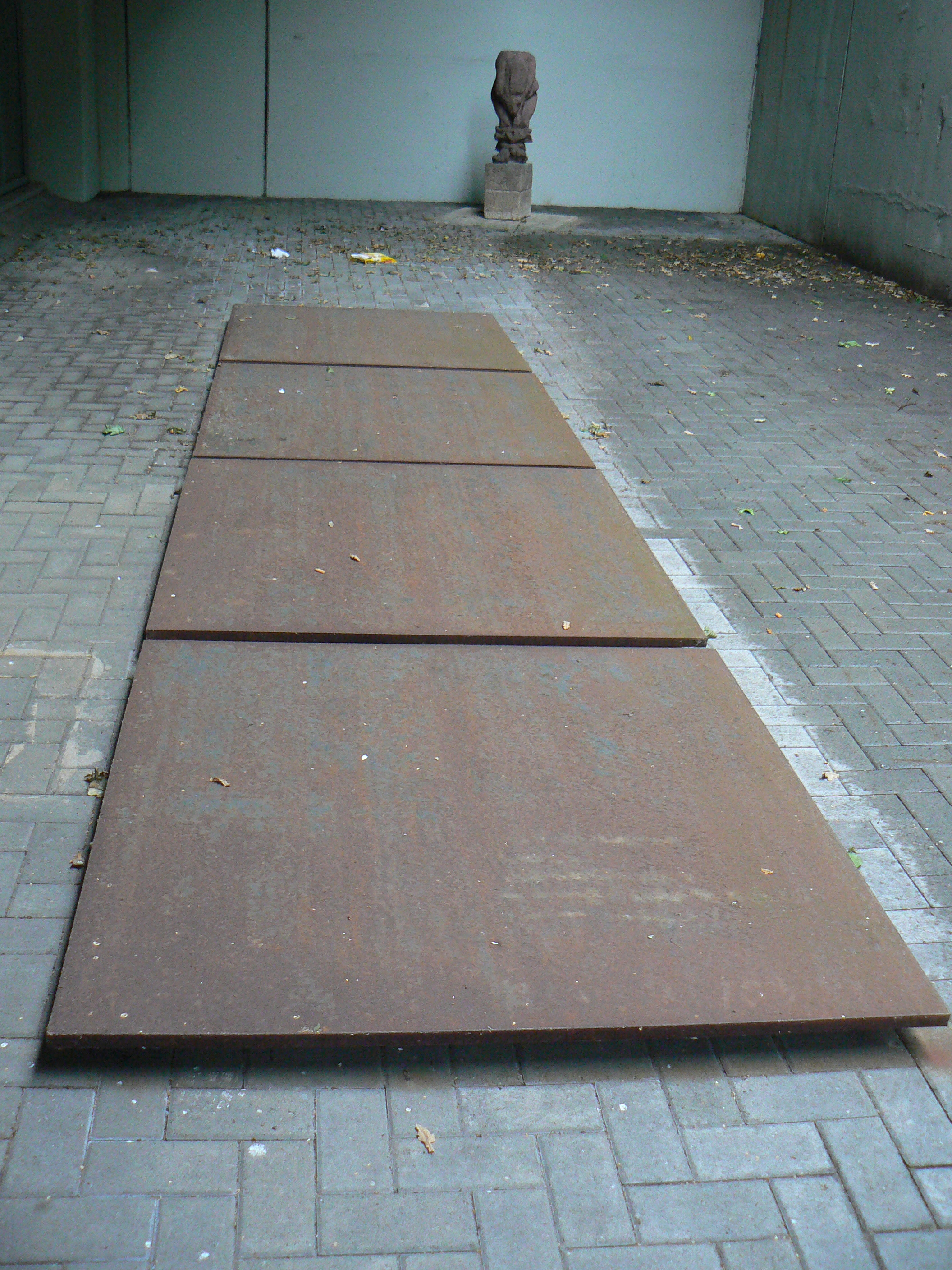
4 x Eisen von Rolf Julius, Glaskasten Museum in Marl

Rolf Julius (* 25. Januar 1939 in Wilhelmshaven; † 21. Januar 2011 in Berlin) war ein deutscher Künstler, der vor allem mit Klanginstallationen arbeitete. Von 1995 bis 1996 war Julius Gastprofessor an der Hochschule für Künste in Bremen.

## Leben und Werk
Julius studierte von 1961 bis 1969 Kunst an den Hochschulen der Künste in Bremen und Berlin. Er beschäftigte sich seit Mitte der 1970er Jahre mit dem Einsatz kontemporärer Musik zur Unterstützung der Wahrnehmung visueller Objekte. Ende der 1970er begann er, Töne und Geräusche für seine Arbeiten einzusetzen und zu diesem Zweck eigene Klangkompositionen aufzunehmen. Durch seine Werke erwarb er zunächst nationale, dann auch internationale Anerkennung als Pionier auf dem Gebiet der Klangkunst. Mit Hilfe eines P.S.1-Stipendiums studierte Julius 1983/84 in New York, 1986 folgte ein Arbeitsstipendium des Senats von Berlin und 1991 ein Fellowship bei der Japan Foundation in Kyōto.
Julius’ Klangkompositionen zeichnen sich durch einen „akustischen Minimalismus“ aus. Er verwendet zur Aufnahme und Wiedergabe alltäglicher Geräusche einfache Kassettenrekorder oder Tonbänder und handelsübliche Lautsprecher. Die so aufgenommenen Geräusche, Klänge und Kompositionen werden in ungewöhnliche Zusammenhänge und Szenarien gesetzt.

„Mit meinen Bildern schaffe ich einen musikalischen Raum. Mit meiner Musik schaffe ich einen bildnerischen Raum. Bilder und Musik sind gleichwertig. Sie treffen sich im Kopf des Betrachters und Zuhörers und ergeben in ihm etwas Neues.“

Ein Beispiel dafür ist sein frühes Werk Konzert für einen gefrorenen See aus dem Jahr 1980, bei dem er einen vereisten Berliner See aus mehreren Lautsprechern mit Klavierkompositionen beschallte, in der Hoffnung, „dass der See selber Musik wird“. Die Installation wurde von der Polizei wegen Ruhestörung vorzeitig beendet. Bei seinem Projekt Wie laut ist die Stille nahm er über mehrere Tage am Amazonas Geräusche des tropischen Regenwalds auf, die er zu einer dreiteiligen Komposition mit überlagernden Teilen zusammenstellte und dann über zahlreiche Lautsprecher sowohl innerhalb, wie außerhalb der Museumsräume wiedergab.
Neben den Ausstellungen und Performances veröffentlichte Julius auch Tonträger seiner Kompositionen, denen von Kritikern eine „Zen-artige“ Qualität zugeschrieben wurde.
Für seine Verdienste um die Entwicklung der Klangkunst wurde Julius im Rahmen der Art Cologne 2004 mit dem Ehrenpreis des Deutschen Klangkunst-Preises und 2005 für sein künstlerisches Lebenswerk mit dem Hannah-Höch-Preis ausgezeichnet.
Die Mattress Factory in Pittsburgh widmete einigen seiner Werke Ausstellungen.
Rolf Julius verstarb am 21. Januar 2011 im Alter von 71 Jahren. Julius war verheiratet und hatte eine Tochter.

## Ausstellungen (Auswahl)
- Für Augen und Ohren. 1980, Akademie der Künste
- Musik for a long time. 1983. P.S.1 Museum, New York. 1992, Xebec Hall, Kobe, Japan.
- Klanginstallationen. 1984. GAK Gesellschaft für Aktuelle Kunst Bremen
- documenta 8. 1987. documenta 8. Kassel
- Wie laut ist die Stille. 1992. Museu de Arte Moderna, Rio de Janeiro, Museu de Arte, Brasília. 1993. Staatliche Kunsthalle Berlin.
- sonambiente. 1996. Akademie der Künste, Berlin.
- Musik für einen fast leeren Raum. 1998. Hamburger Bahnhof, Museum für Gegenwart, Berlin.
- Minimal Affect. 2000. Museum of Contemporary Art (North Miami), North Miami, Florida, USA.
- Musik weit entfernt. 2005. Berlinische Galerie.
- Grau schweigt. 2006. Kunstmuseum Bochum.
- Noiseless (mit Akio Suzuki). 2007. MOMAK The National Museum of Modern Art, Tokyo.[8]
- Weiter entfernt (Musik für den Blick nach unten). 2008. Neues Museum Weserburg, Bremen.
- Under the surface. 2010. Cortex Athletico,  Bordeaux

## Sammlungen
- Carl von Ossietzky Universität Oldenburg
- Hamburger Bahnhof, Museum für Gegenwart, Berlin
- Les coopérateurs – Frac Limousin, Limoges
- Museet for Samtidskunst, Roskilde
- Neues Museum Weserburg, Bremen[9]
- Hamburger Kunsthalle[10]
- Kunstmuseum Bochum
- Kunstverein Bremerhaven

## Auszeichnungen
- Deutscher Klangkunstpreis (Ehrenpreis) 2004
- Hannah-Höch-Preis 2005

## Bücher
- 6 Räume (Zellen). 1994. – ISBN 978-3-928417-33-4
- Light as Air (mit Felix Hess). 2003. Kehrer Verlag. – ISBN 978-3-933257-65-9
- Small Music (Grau). 2005. Kehrer Verlag. – ISBN 978-3-936636-12-3
- Grau schweigt. 2006. Kehrer Verlag. – ISBN 978-3-939583-12-7

## Tonträger
- 6 Räume (Zellen). (1. CD) in Katalog: Rolf Julius, 6 Räume (Zellen), eine Installation. Ausstellungsgesellschaft für zeitgenössische Kunst Zollverein GmbH, 1994
- Klangbogen: Small Music. 1995. Edition RZ. (4 CDs)
- Tanz für Zwei Blaue Rechtecke. 1996. Edition RZ.
- (halb) schwarz. 2001. Edition RZ.[11]